# پانانوالا
پانانوالا (به لاتین: Pananwala) یک منطقهٔ مسکونی در سری‌لانکا است که در استان مرکزی (سری‌لانکا) واقع شده‌است.